# Gäckmast

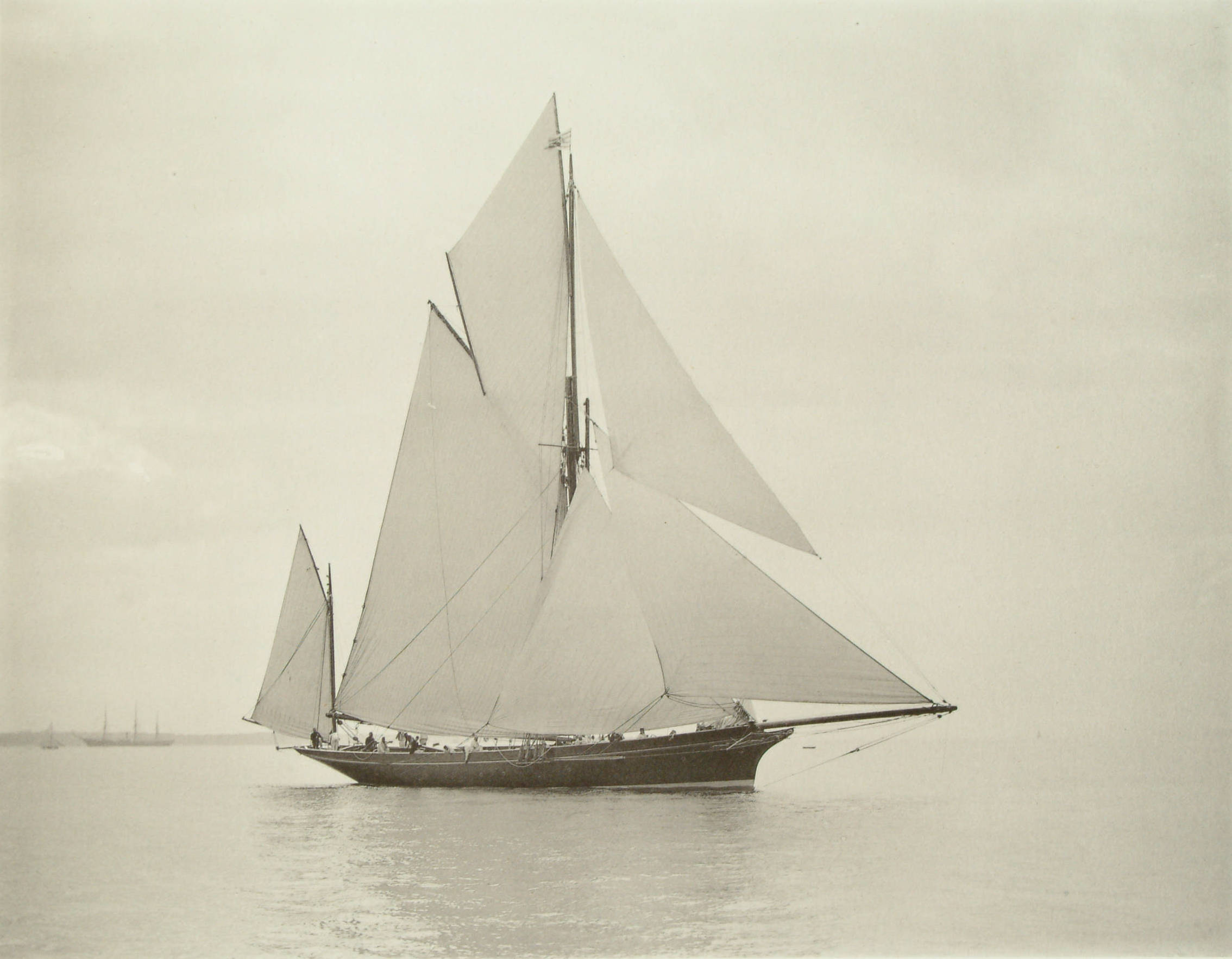
Richard H. Lees yawl Wendur med gäckmast i aktern.

Gäckmast , jäckmast eller papegojmast är en liten mast längst akterut på en båt eller ett fartyg, med till exempel yawlrigg. Mastens segel kallas gäck (eller papegoja), liksom också dess gaffel och eventuellt gäckbommen. Ordet gäck kommer från tyska/nederländska giek (gijk), bom.